# Microsciurus
Microsciurus es un género de roedores esciuromorfos de la familia Sciuridae, conocidos vulgarmente como  ardillas enanas. Habitan las regiones tropicales de América Central y del Sur.

## Características
Con una longitud de 15 cm (cuerpo y cabeza) y una cola de 12 centímetros, las ardillas enanas no son tan pequeñas como su nombre sugiere, son solo un poco más pequeñas que las ardillas rojas y grises comunes. La ardilla pigmea neotropical, no incluida en este género, es mucha más pequeña que estas especies. Las ardillas enanas tienen la espalda café o gris y el pecho blanco.

## Especies
El género Microsciurus incluye cuatro especies:
- Microsciurus alfari (Allen, 1895), la ardilla enana centroamericana, se encuentra en Costa Rica, Nicaragua, Panamá y el norte de Colombia.
- Microsciurus mimulus (Thomas, 1898), la ardilla enana occidental, se encuentra en Ecuador, Colombia y Panamá.
- Microsciurus flaviventer (Gray, 1867), la ardilla enana del Amazonas, se encuentra en el oeste de la Selva Amazónica.
- Microsciurus santanderensis (Hernández-Camacho, 1957), la ardilla enana de Santander, se encuentra en el centro de Colombia.